# Sony Ericsson Z500a
Sony Ericsson Z500a är en mobiltelefon från tillverkaren Sony Ericsson som släpptes i december 2004.